# Lu Ji (Gelehrter)
Lu Ji (chinesisch 陸璣 / 陆玑, Pinyin Lù Jī, W.-G. Lu Chi) war ein chinesischer Gelehrter aus der Zeit der Wu-Dynastie der Zeit der Drei Reiche. Über sein Leben ist nur wenig bekannt.
Lu ist Verfasser des Maoshi caomu niaoshou chongyu shu (chinesisch 毛詩草木鳥獸蟲魚疏 / 毛诗草木鸟兽虫鱼疏), eines Kommentars zu botanischen und zoologischen Begriffen im Buch der Lieder in Maos Version (Maoshi 毛诗), das beispielsweise in dem chinesischen Sammelwerk (congshu) Gu jingjie huihan von Zhong Qianjun (1805–1874) aus der Zeit der Qing-Dynastie enthalten ist.